# Chaqāhast
Chaqāhast (persiska: چِقاهَست, Cheqāhast, چَغَ هَست, چقاهست) är en ort i Iran.   Den ligger i provinsen Chahar Mahal och Bakhtiari, i den centrala delen av landet, 400 km söder om huvudstaden Teheran. Chaqāhast ligger 2 003 meter över havet och antalet invånare är 352.
Terrängen runt Chaqāhast är varierad. Runt Chaqāhast är det ganska tätbefolkat, med 86 invånare per kvadratkilometer. Närmaste större samhälle är Jūnqān, 7,6 km sydost om Chaqāhast. Trakten runt Chaqāhast består till största delen av jordbruksmark.